# Andrzej Kłobuczyński
Andrzej Franciszek Kłobuczyński lub Andreas Franz Klobuczinsky von Klobuczin (data urodzenia i śmierci nieznana, żył w XVII w.) – polski szlachcic herbu Topór, działacz kontrreformacji na Dolnym Śląsku, przyczynił się do rekatolicyzacji regionu, fundator kościołów.
Przypuszczalnie syn Andrzeja Kłobuczyńskiego z Poznania. Od 1650 r. wstąpił na służbę księcia-biskupa wrocławskiego Karola Ferdynanda Wazy (1613-1655), biskupa płockiego i księcia opolskiego i raciborskiego. Został zarządcą dóbr biskupich w Przychowie i ufundował oraz wyposażył nowe kościoły katolickie w miejscowościach: Cerekwica, Szklary Górne i Żelazny Most. Jego działania był związane z rekatolicyzacją (od 1653/1654 r.) dziedzicznych posiadłości wymarłych rodów piastowskich książąt śląskich, gdzie wcześniej oficjalnie panował luteranizm i kalwinizm.
W 1672 r. cesarz Leopold I Habsburg przyjął go do stanu rycerskiego Królestwa Czech, nadał nowy herb oraz majątki ziemskie w miejscowościach Sędzice, Małe Rynarcice, Gilów, Łękanów, Bogucin i Lubieszów. Jego potomkowie mieszkali na Dolnym Śląsku do połowy XIX w.
Został pochowany przy ufundowanym przez siebie kościele w Żelaznym Moście.